# 羊角村
羊角村（荷蘭語：Giethoorn，荷蘭語發音：[ˈɣitɦoːrn]），音译名为希特霍伦，是一座位于荷兰上艾瑟尔省斯滕韦克兰的村庄，在斯滕韦克西南方约5公里。羊角村有着「北方威尼斯」和「荷兰威尼斯」的美称。之所以出名，是因为羊角古村没有道路，以运河和船作为主要交通方式。

## 名称
“羊角村”一名最早见于1225年。该区域曾于1170年被須德海发生的洪水淹没，后来在此地建设聚落的人们发掘出很多羊角，因此将这一区域命名为Geytenhorn，在方言中演变为Giethoorn。而在荷兰语中，horn亦有“水中突出的陆地角落”之意，这也在1230年记载的“Gethorne”中得以表明。

## 遊戲的物業
孩之寶為了慶祝擲賽遊戲地产大亨80週年，於2015年經過全球票選，選出八個城市作為大富翁世界版的物業，羊角村是中選者之一。

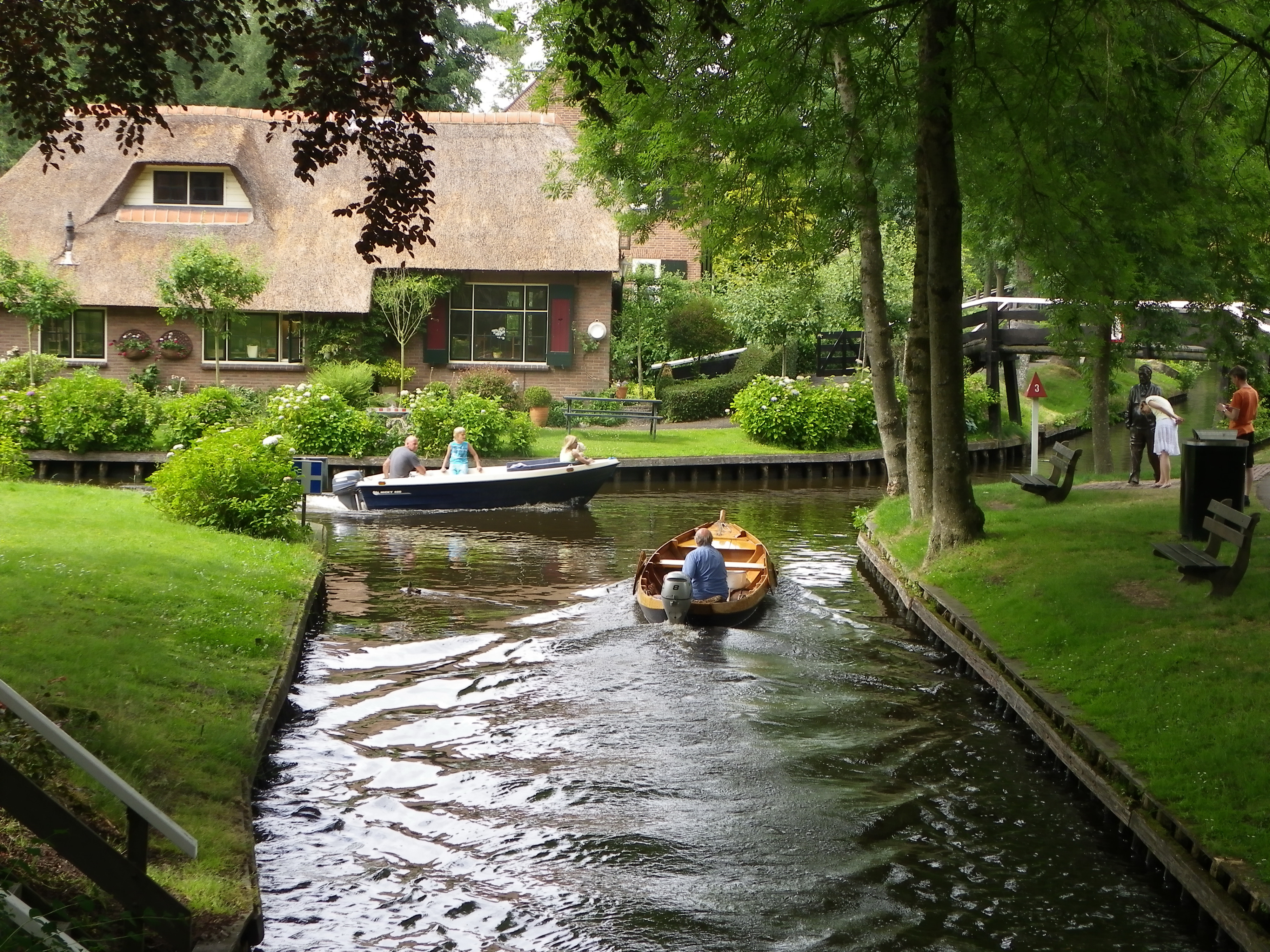
羊角村河道
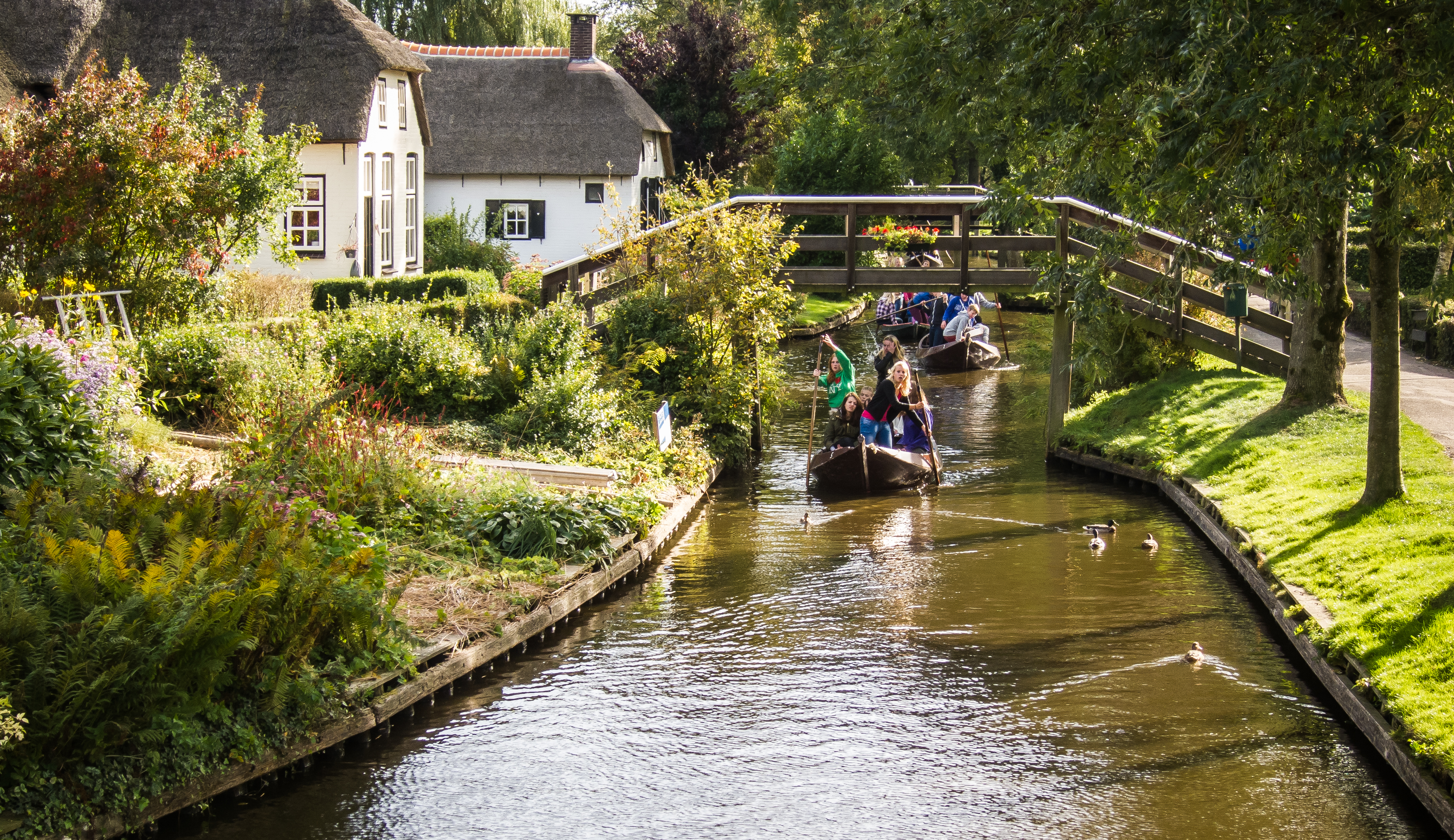
羊角村河道
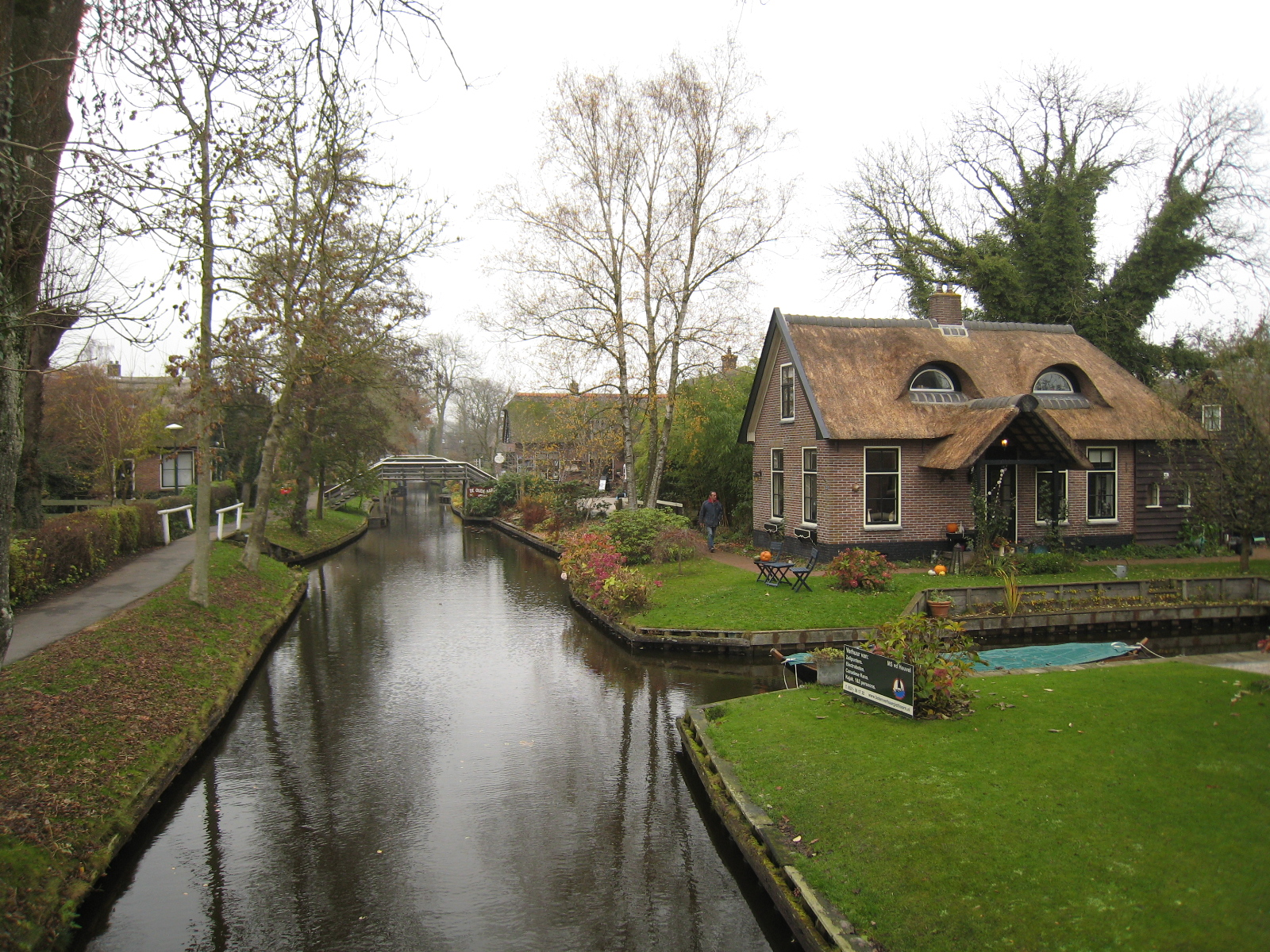
羊角村河道
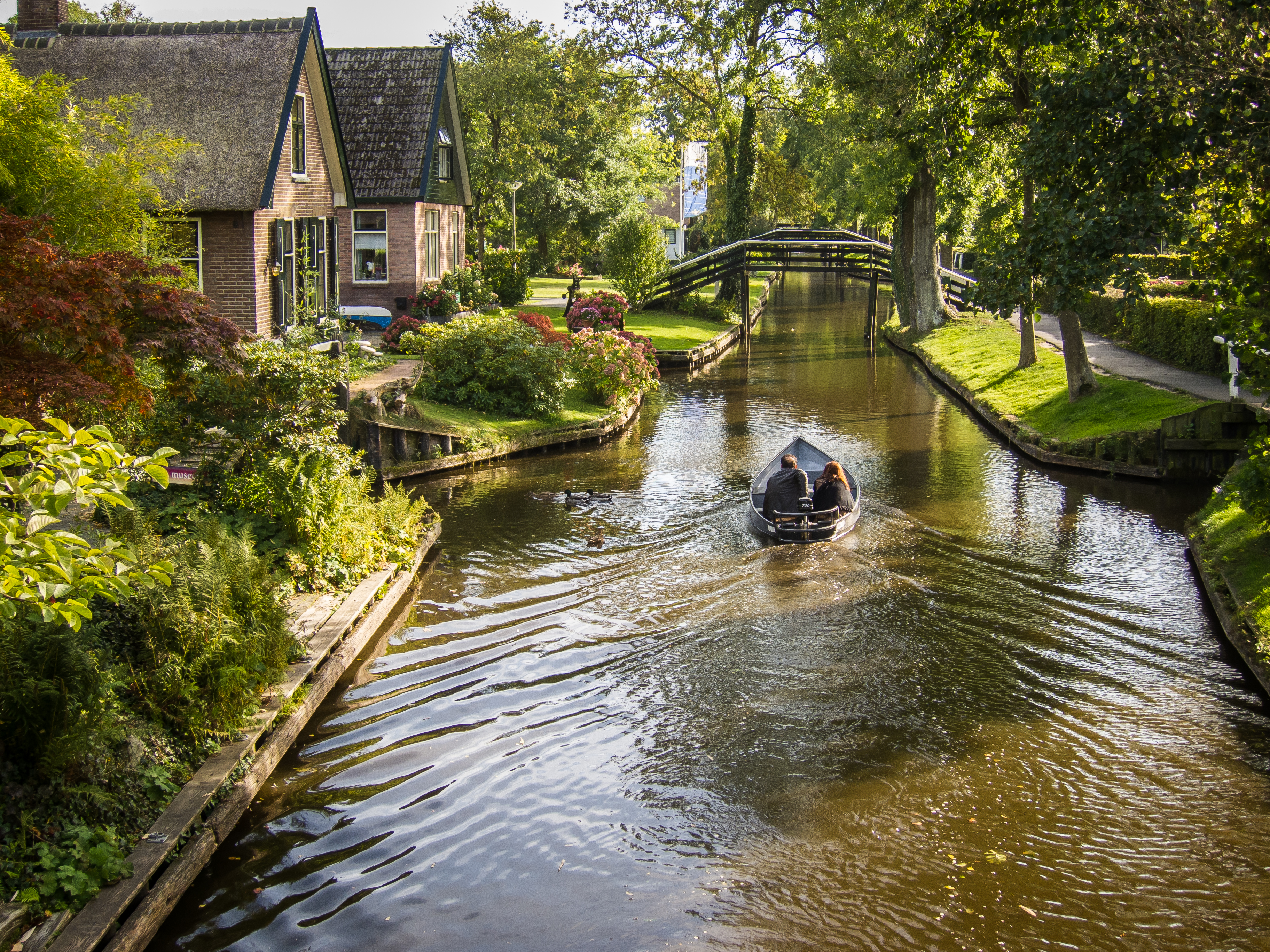
羊角村河道
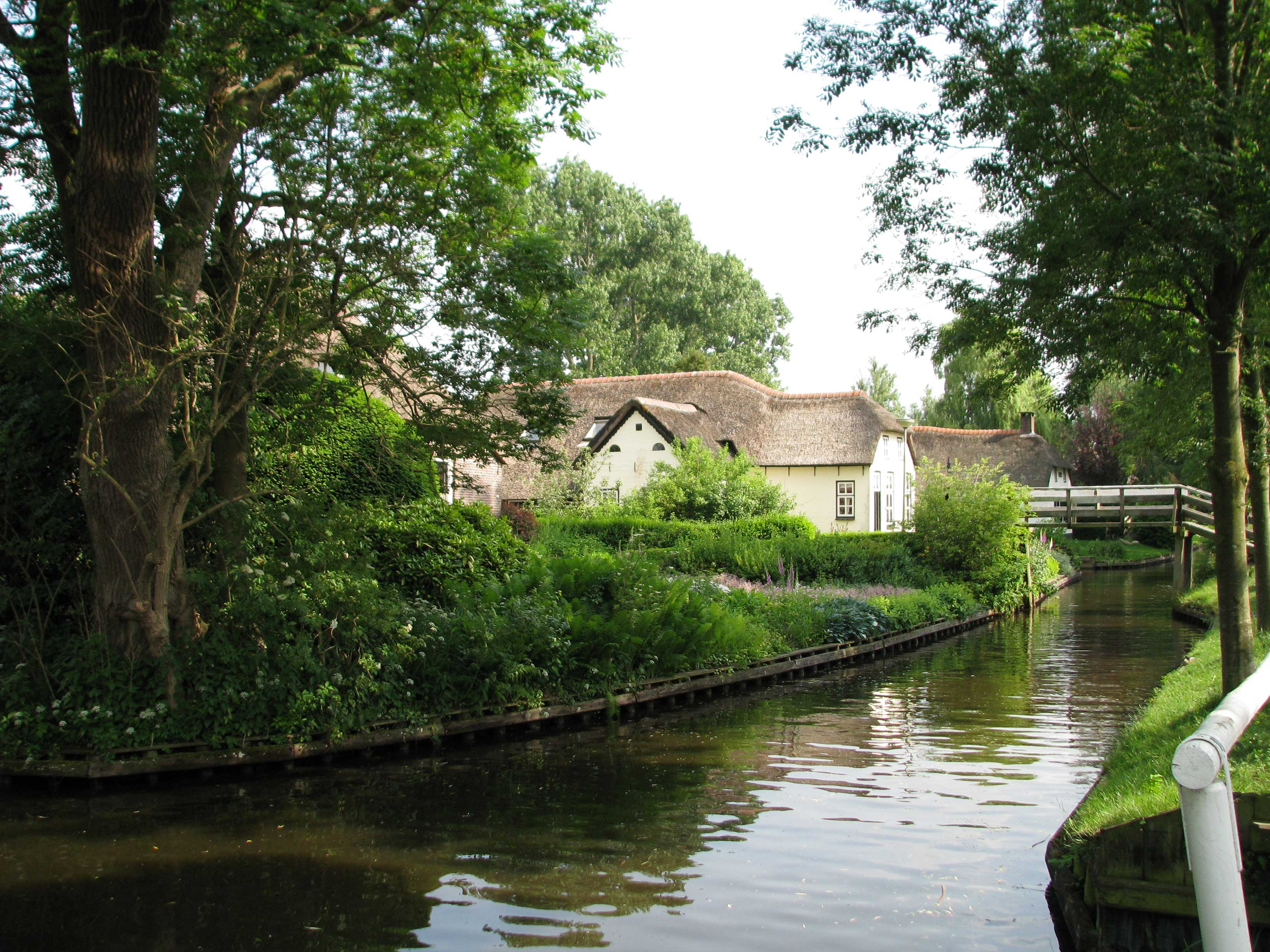
羊角村河道
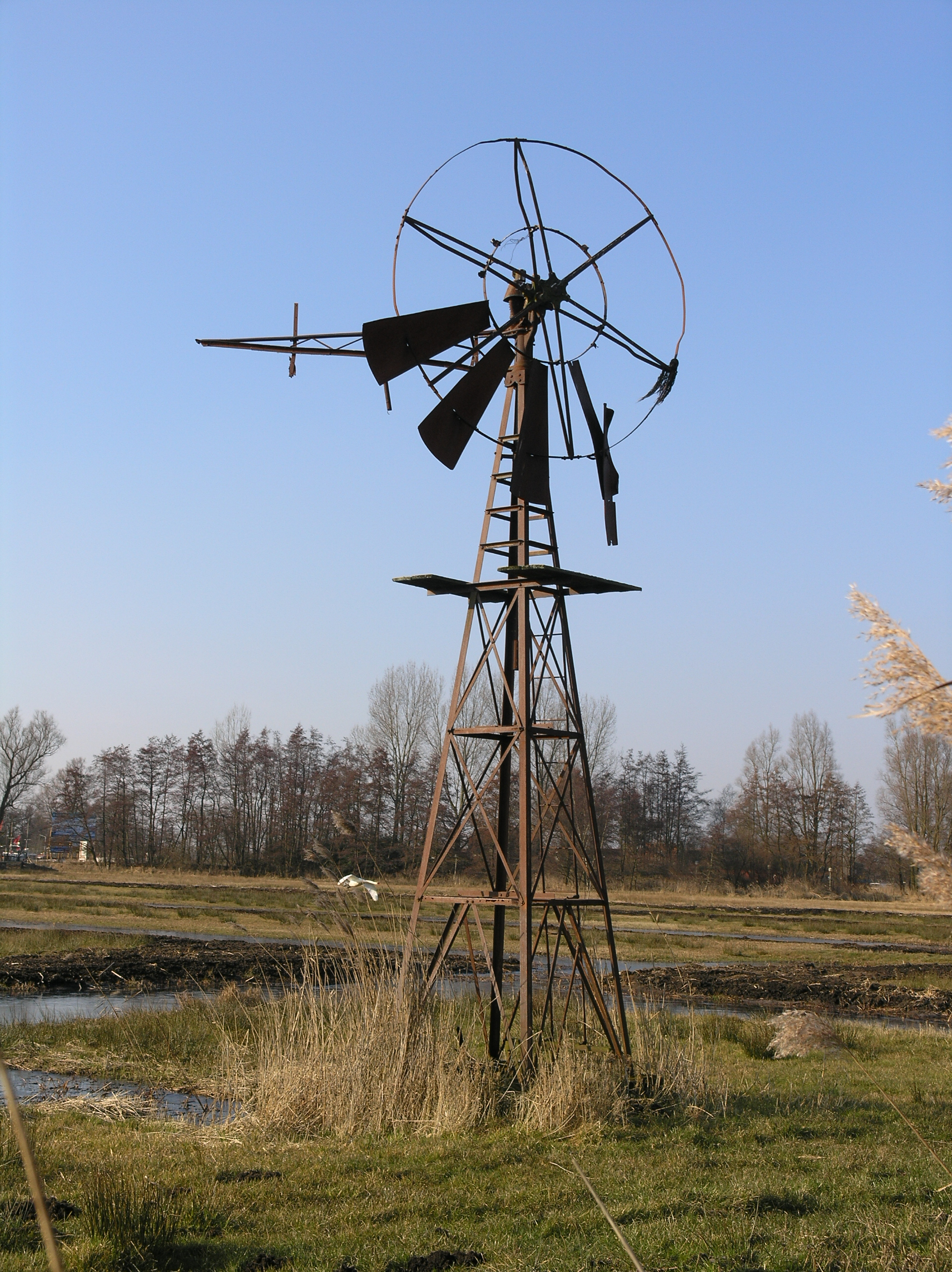
羊角村风力发动机
- 1942年的羊角村，船几乎是唯一交通工具